# Florien
Florien – wieś w Stanach Zjednoczonych, w stanie Luizjana, w parafii Sabine.